# Vytautas Kulakauskas
Vytautas Kulakauskas (Kuršėnai, 25 augustus 1920 - Vilnius, 22 december 2000) was een voormalig Litouws en Sovjet basketbalspeler en coach. Hij was speler van de nationale team van de Sovjet-Unie. Hij was assistent coach van het nationale mannen en vrouwen team van de Sovjet-Unie.

## Carrière
Kulakauskas speelde zijn gehele carrière voor SKIF Kaunas. Kulakauskas werd met SKIF één keer Landskampioen van de Sovjet-Unie in 1947. Kulakauskas kwam uit voor het nationale team van de Sovjet-Unie. Met de Sovjet-Unie won Kulakauskas één keer goud op het Europees kampioenschap basketbal in 1947.
Na zijn basketbal loopbaan werd Kulakauskas basketbalcoach. In 1950 won hij als assistent coach van hoofdcoach Konstantin Travin, goud op het Europees kampioenschap met het nationale vrouwen team van de Sovjet-Unie. In 1952 won hij als assistent coach van Stepan Spandarjan zilver op de Olympische Spelen met het nationale mannen team van de Sovjet-Unie. In 1953 won hij als assistent coach van Travin, goud op het Europees kampioenschap met het mannen team.

## Erelijst
- Landskampioen Sovjet-Unie: 1 (speler)
  - Winnaar: 1947
- Landskampioen Litouwen SSR: 3
  - Winnaar: 1945, 1947, 1948
- Olympische Spelen: (coach mannen)
  - Zilver: 1952
- Europees kampioenschap: 1 (speler)
  - Goud: 1947
- Europees kampioenschap: 1 (coach mannen)
  - Goud: 1953
- Europees kampioenschap: 1 (coach vrouwen)
  - Goud: 1950

## Speler
3 Oesjakov ·
4 Kolpakov ·
5 Butautas ·
6 Lõssov ·
7 Aleksejev  ·
8 Dzjordzjikia ·
9 Konev ·
10 Korkia ·
11 Kullam ·
12 Kulakauskas ·
13 Lagunavičius ·
14 Moisejev ·
15 Petkevičius ·
16 Tarasov ·
Coach: Tsetlin
· Assistent-coach: Spandarjan
· Assistent-coach: 

## Assistent-coach
3 Maksimeljanova ·
4 Moisejeva ·
5 Mamentjeva ·
6 Maksimova ·
7 Aleksejeva  ·
8 Jevg. Rjaboesjkina ·
9 Kopylova ·
10 Jevd. Rjaboesjkina ·
11 Pimenova ·
12 Charitonova ·
13 V. Rjaboesjkina ·
15 Stasjoek ·
16 Boerdina ·
Coach: Travin
· Assistent-coach: Kulakauskas
· Assistent-coach: 
3 Vlasov ·
4 Butautas ·
5 Stonkus ·
6 Lõssov  ·
7 Petkevičius ·
8 Dzjordzjikia ·
9 Konev ·
10 Korkia ·
11 Kullam ·
12 Ozerov ·
13 Moisejev ·
15 Valdmanis ·
17 Kruus ·
19 Lagunavičius ·
Coach: Spandarjan
· Assistent-coach: Kulakauskas
· Assistent-coach: 
3 Vlasov ·
4 Butautas ·
5 Siliņš ·
6 Alachachian ·
7 Petkevičius ·
8 Kruus ·
9 Konev ·
10 Korkia  ·
11 Kullam ·
12 Ozerov ·
13 Moisejev ·
14 Lauritėnas ·
15 Resjetnikov ·
16 Lagunavičius ·
Coach: Travin
· Assistent-coach: Kulakauskas
· Assistent-coach: 
- Virtual International Authority File: 4853154260566324480008